# Кочар, Балаж
Ба́лаж Ко́чар (венг. Kocsár Balázs; род. 1963, Будапешт) — венгерский музыкант, дирижёр и композитор.

## Биография
Окончил Музыкальную академию имени Листа (1991), ученик Андраша Лигети и Эрвина Лукача. Затем на протяжении года стажировался в Венской академии музыки под руководством Карла Эстеррайхера, занимался также в мастер-классах Петера Этвёша, Йормы Панулы и др. В 1990 г. дебютировал постановкой оперы Джоакино Россини «Золушка» в оперном театре Сегеда, в 1991—1994 гг. работал ассистентом в Венгерском национальном оркестре. В 1993—1999 гг. возглавлял Дебреценскую оперу, в 1999—2002 гг. первый капельмейстер Франкфуртской оперы. С 2005 г. возглавляет Дебреценский филармонический оркестр. Осуществил ряд постановок на оперных сценах Гамбурга, Кёльна, Льежа, Ростока, Базеля, Мангейма и др. Записал альбом произведений Ференца Листа для фортепиано с оркестром (солист Дьёрдь Оравец).